# 세이부엔역
세이부엔역(일본어: 西武園駅, せいぶえんえき)은 일본 도쿄도 히가시무라야마시에 있는 철도역이다.

## 타는 곳
| ↑ 히가시무라야마 |
| 1 \| 2 3 \|      |
|                  |

| 1    | ■ 세이부엔 선 | 히가시무라야마・세이부 신주쿠 방면(임시승강장) |
| 2・3 | ■ 세이부엔 선 | 히가시무라야마 방면                            |

## 역세권 정보
- 세이부엔 유원지
- 세이부엔 경륜장

## 역사
- 1930년 4월 5일: 무라야마 저수지앞역으로 영업 개시.
- 1941년 3월 1일: 사야마 공원역으로 역명 변경
- 1944년 5월 10일: 영업 중단
- 1948년 4월 1일: 무라야마 저수지역으로 영업 재개
- 1950년 5월 23일: 노구치 신호소 설치로 지선 개통.(종착역은 세이부엔역)
- 1951년 3월 1일: 지선 폐선으로 역명을 세이부엔역으로 변경

## 인접역
| 세이부 철도 ■ 세이부엔 선          | 세이부 철도 ■ 세이부엔 선 | 세이부 철도 ■ 세이부엔 선 |
| ---------------------------------- | ------------------------- | ------------------------- |
| 히가시무라야마 히가시무라야마 방면 | ■보통                     | 시·종착역                 |